# Naked Snake

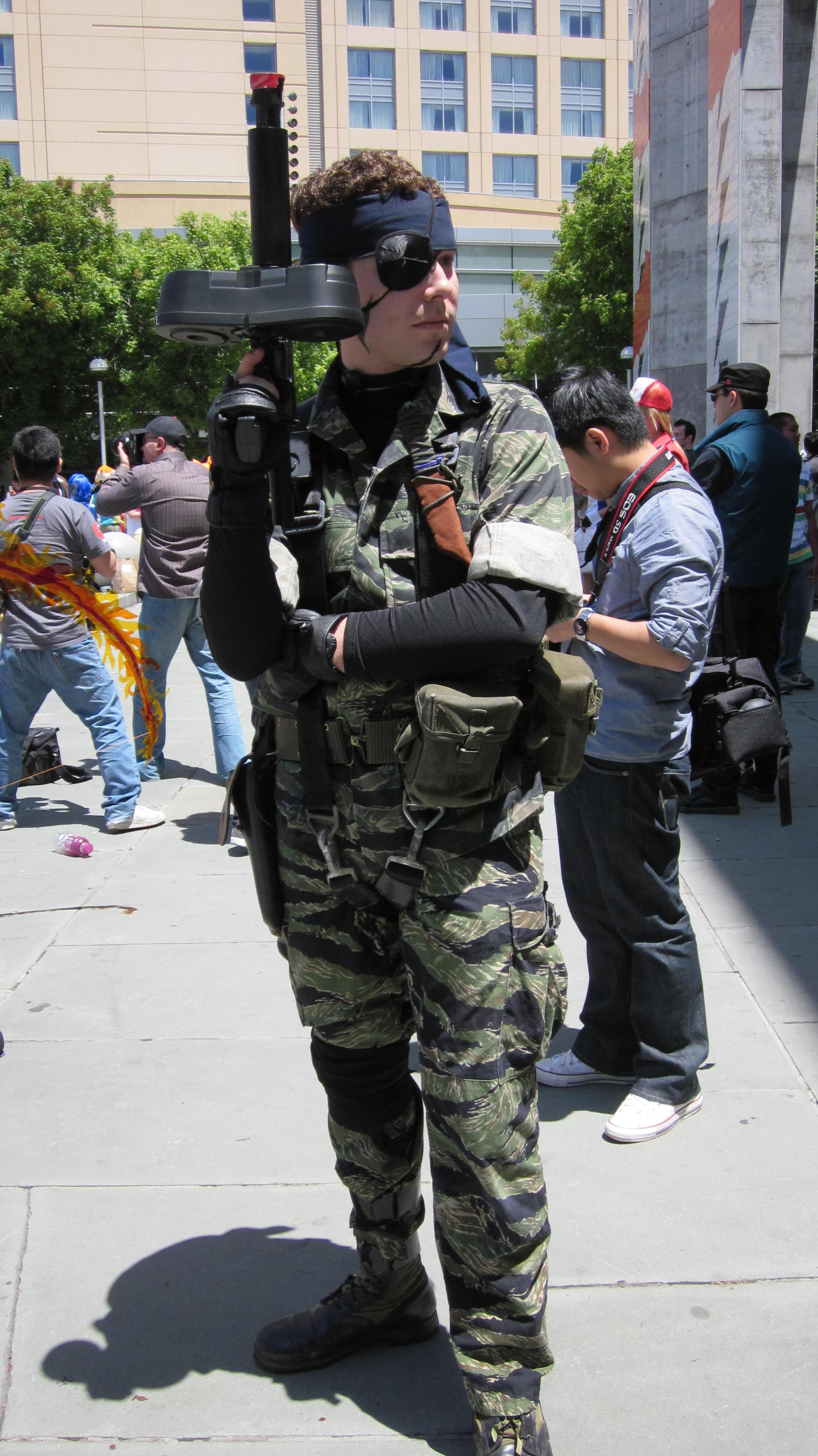
Cosplayer

Naked Snake, ook wel Big Boss (ビッグ・ボス, Biggu Bosu) genoemd, is een personage uit de computerspelserie Metal Gear, ontworpen door Hideo Kojima.  
Naked Snake komt voor het eerst voor in Metal Gear, waarin hij de leider is van de speciale eenheid FOXHOUND en de baas van het hoofdpersonage Solid Snake. In het begin van het spel geeft hij Solid Snake missies en informatie door via de radio. Later in het spel blijkt hij een verrader te zijn. Uiteindelijk moet Solid Snake Big Boss bevechten als een van de eindbazen. Hij is tevens een eindbaas in het spel Metal Gear 2: Solid Snake.
In Metal Gear Solid 3: Snake Eater is Big Boss het hoofdpersonage. Hierin neemt de speler zelf de rol aan van Big Boss, en ontdekt in de loop van het spel waarom hij zo beroemd is in de andere spellen. 